# Velorex (трицикл)

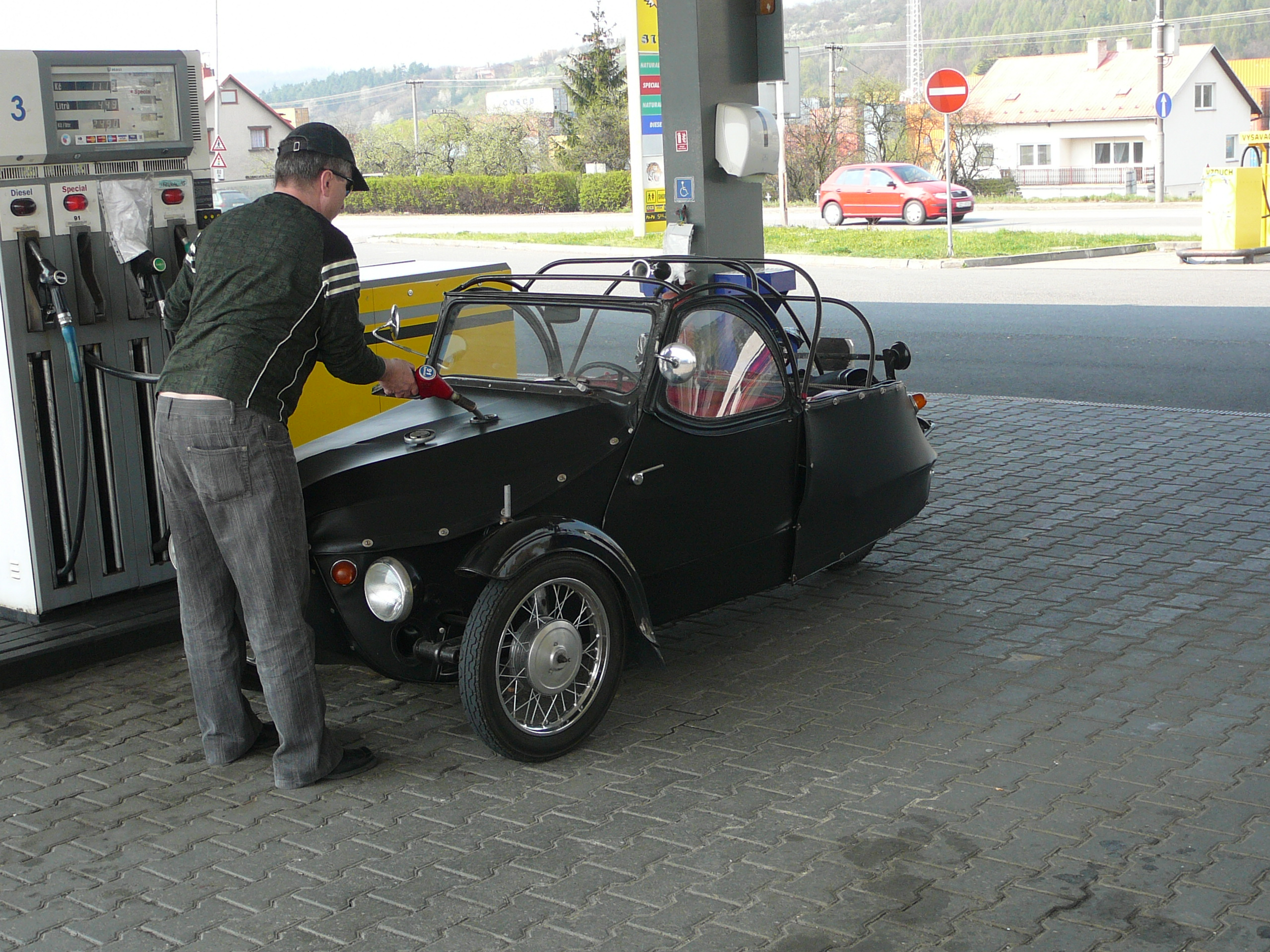

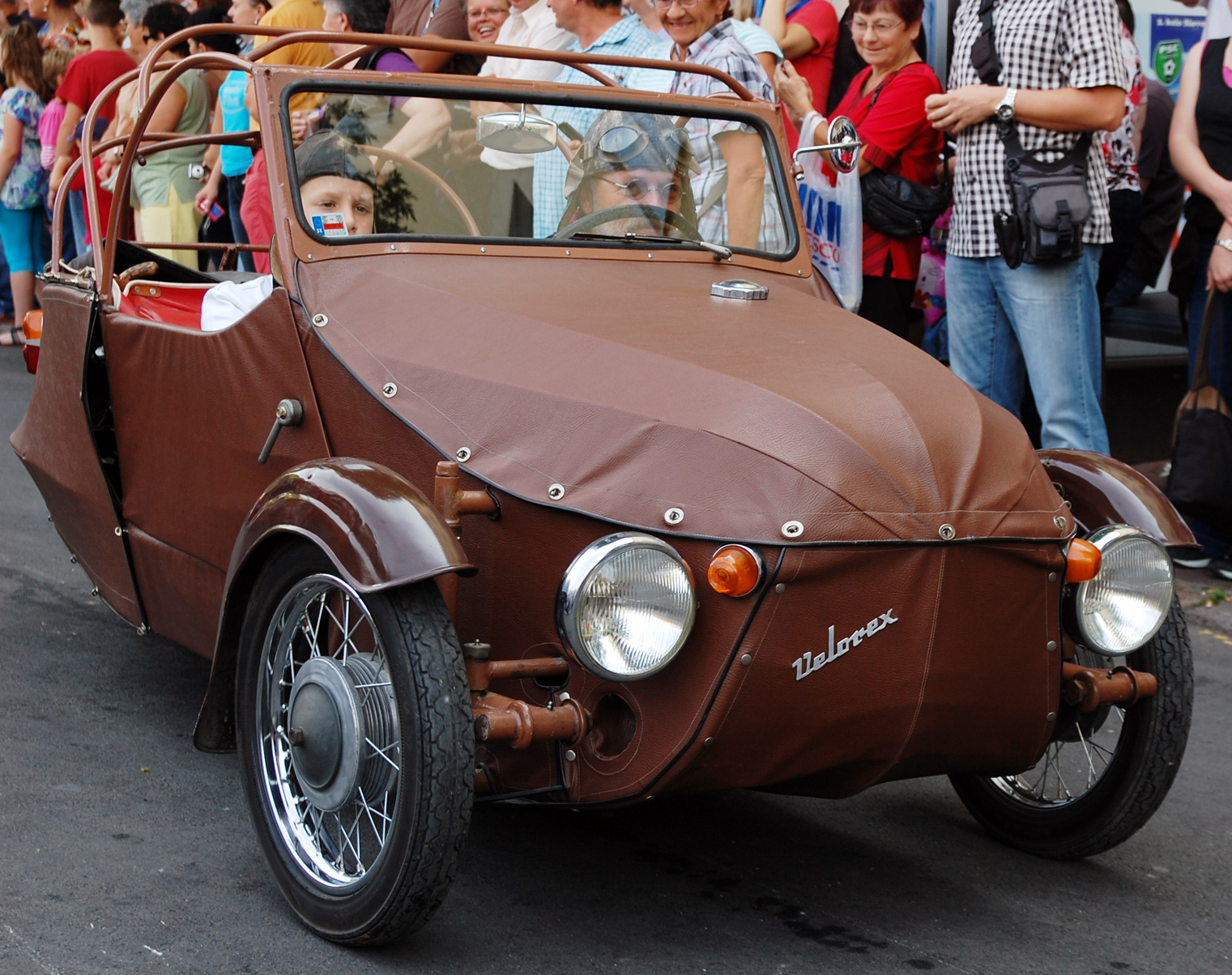
Velorex

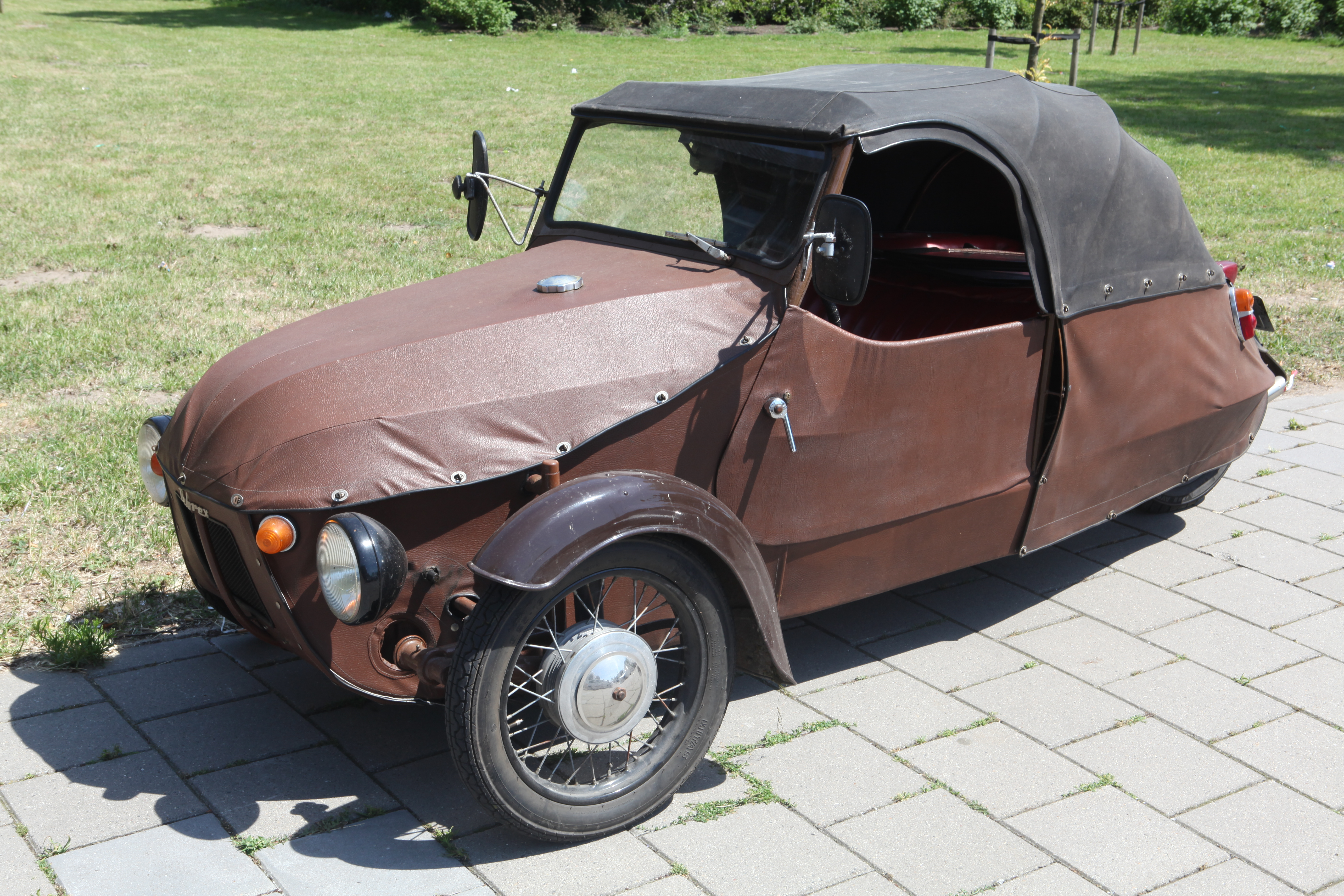

Velorex — это маленький трёхколёсный автомобиль, производившийся с 1950 по 1971 гг. в г. Солнице (Solnice), Чехословакия.

## История
В разоренной Второй мировой войной Европе тяжело было найти сырьё для производства автомобилей, да и покупателей дорогих в производстве «полноценных» машин было немного. Поэтому у автопроизводителей (и конструкторов) стали популярны простые и дешевые в производстве трёхколёсные машины. BMW Isetta, «Messerschmitt» — лишь некоторые известные и поныне образцы трёхколёсной техники той поры. Двухтактный мотор был «в фаворе» по тем же причинам.
В этой ситуации и нашла своё воплощение давнишняя идея чехов, братьев Франтишека (1914—1954) и Моймира (1924—2011) Странских (František, Mojmír Stránský) о производстве «народного» трехколёсного экипажа. «Экипажа»,— поскольку данное транспортное средство, получившее от мотоцикла мотор, колёса и простоту изготовления, по количеству колёс и уровню комфорта приблизившееся к автомобилю, обычно называют «трехколёской» (или, пользуясь современной терминологией, «трициклом»).

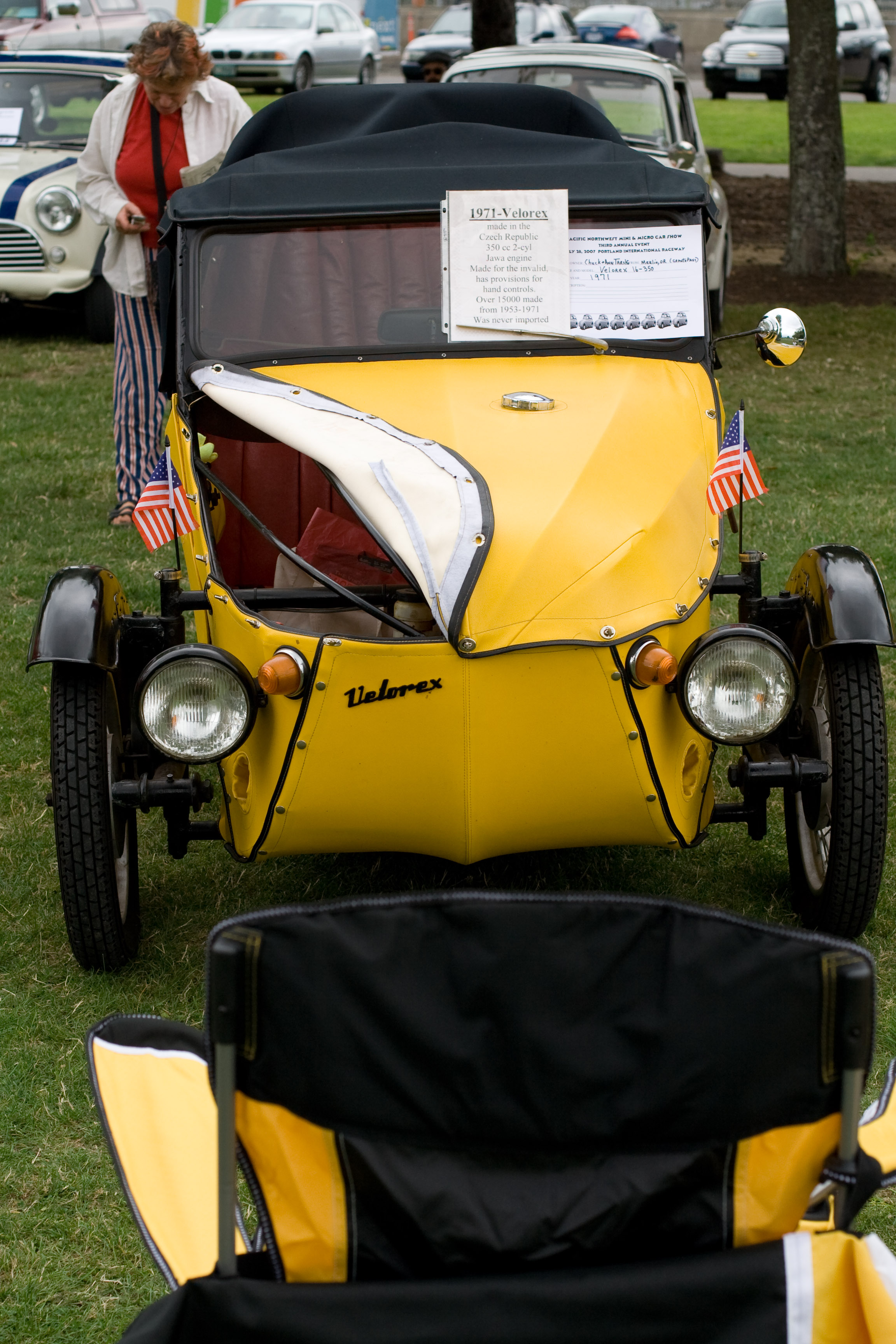
Передних колёс было два, их соединяла рулевая рейка

. В 1943 году братья Странские создали первый прототип своей «трёхколёски», остроумно названной ими «OSKAR». Название сложилось из сочетания двух чешских слов: osa (ось) и kára (тележка), буквально,- «тележка на оси». «OSKAR» имел пространственную трубчатую раму, окружавшую водителя со всех сторон. Рама была «обтянута» тонкими алюминиевыми листами. Подобные конструкции более характерны для самолетостроения и гоночных машин и называются «усиленным монококом». Передних колёс было два, их соединяла рулевая рейка. Привод от двухтактного мотоциклетного мотора осуществлялся цепью на единственное заднее колесо.

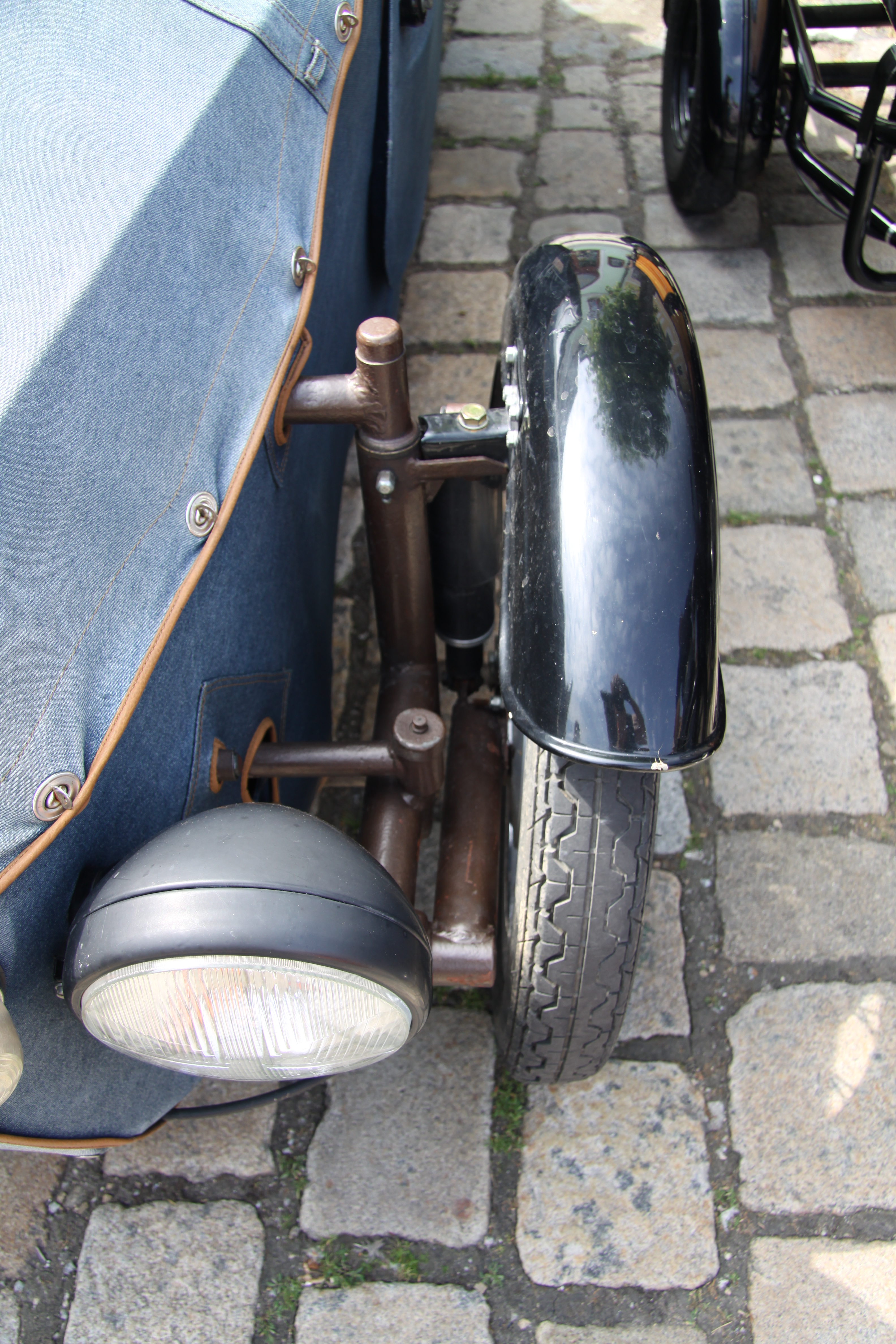

Серийное производство OSKAR’ов началось в 1950 году в Hradec Králové (ЧССР) в мастерской производственного кооператива VELO, с 1952 года переименованного в Velorex. В отличие от прототипа, алюминиевые листы, дефицитные в послевоенное время (стратегическое сырьё), были заменены на непромокаемую ткань — дерматин. В таком виде, с 250-кубовым мотором «JAWA», двухместный Oskar-54 стал поступать к инвалидам. С 1951 года производство было перенесено в Solnici в Орлицких горах. В тот год было выпущено 120 машин Oskar-54, в следующем году — 180, а в 1954 г. 80 рабочих изготавливали по 40 машин в месяц. 21 января 1954 г. Франтишек Странский погиб во время испытания прототипа. Его брат Моймир отказался от членства в Коммунистической партии ЧССР, и был уволен. С 1956 года трицикл стал называться Oskar-Velorex, позже — Velorex. В 1959 году производство достигло объёмов 120 машин в месяц. С 1961 года вступил в строй новый завод в Rychnově nad Kněžnou. Из года в год происходила постепенная модернизация «трехколёски»: она получила более мощный двигатель, улучшенную подвеску. К названию прибавлялся цифровой индекс, первая цифра означала размер колёс в дюймах, второе — объём двигателя. Производились модели: Velorex 16/250, 16/175, 16/350. Серьёзные модернизации: появление динамостартера в 1963 году и гидропривода сцепления с 1968 года, что намного облегчило управление Velorex’ом.
Производство трехколёсных Velorex’ов было прекращено в 1971 году, когда завод приступил к выпуску четырехколёсных машин для инвалидов (с мотором JAWA 350) Velorex 435-0. Четырёхколёсный Velorex успешным не стал. Он выпускался до 1973 года и не выдержал конкуренции с такими машинами, как Trabant. Попытки наладить производство FIAT-500 и моторикш окончились неудачей.
Запчасти для Велорексов выпускались сначала на заводе в Solnici, затем в Rychnově nad Kněžnou после 1975 года. В середине 1980-х Индия попыталась приобрести лицензию на производство Велорексов, но сделка не состоялась, так как необходимое оборудование уже не существовало.

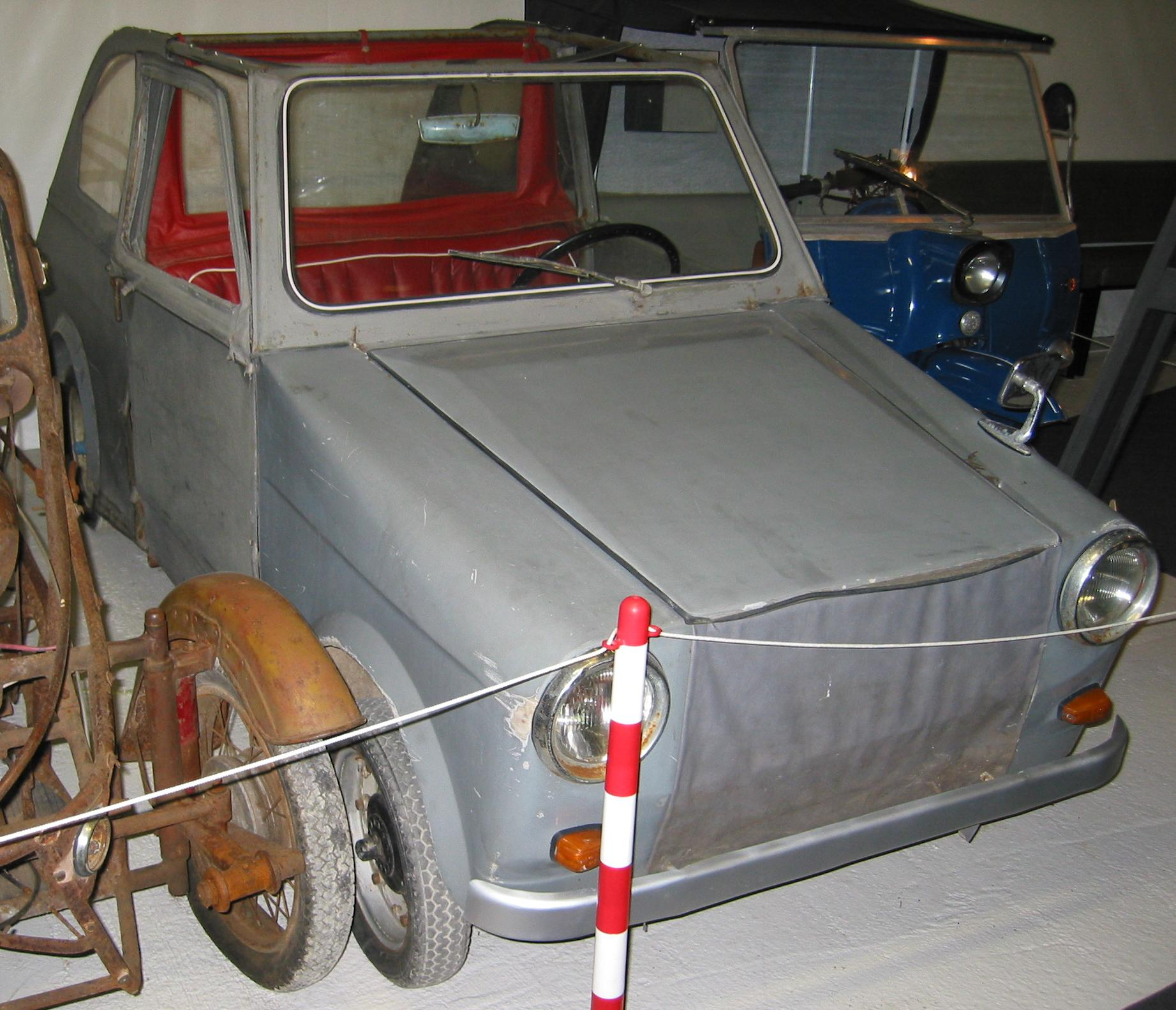
Velorex 435-0

## Выпускавшиеся модели

### OS-KAR (1950–1952)
С 1950 по 1952 год было выпущено около 36 экземпляров первого выпуска OS-KAR. Двигатель Jawa тип N11 объёмом 250 см³ и мощностью 9 л.с.. Внешние отличительные особенности - высокая передняя часть автомобиля, кузов с кузовом «седан» и 19-дюймовые колеса.

### OS-KAR (1952–1954)
С 1952 по 1954 год было выпущено около 130 экземпляров OS-KAR второго выпуска. "Морда" стала более плоской, как и во всех последующих моделях трёхколёсных Велорексов. Двигатель, кузов и размер колёс были сохранены.

### Oskar 54
Эта модель выпускалась с 1954 по 1955 год. Размер колёс был сохранён, задняя часть стала хетчбэк. Изготовлено около 290 штук.

### Velorex Oskar 16 и Velorex 16/250
Эта модель, первоначально называвшаяся Velorex Oskar 16, а затем Velorex 16/250, производилась с 1955 по 1963 год; у него были 16 дюймовые колёса. С 1955 года использовался двигатель Jawa типа N 353 объемом 250 см³ и мощностью 12 л.с. Выпущено около 2500 штук (включая Oskar 54).

### Velorex 16/175
Выпускался 1963 по 1964 год, изготовлено около 800 штук. Двигатель стоял одноцилиндровый двухтактный от мотороллера Čezeta объемом 175 см³, который выдавал 11,5 л.с. Использовался генератор на 12 В, 100 Вт. Максимальная скорость 65 км/ч.

### Velorex 16/350
Самая массовая модель, выпускалась с 1963 по 1971 год. Оснащалась двухцилиндровым двухтактным двигателем от Jawa рабочим объемом 350 см³, который составлял 16 л.с.. Выпущено около 12000 штук.

### Velorex 435-0
Четырёхколёсная модель, выпускалась с 1971 по 1973 год. Машину приводил в движение двигатель Jawa рабочим объемом 350 см³. Автомобиль не выдержал конкуренции с Трабантом и был снят с производства спустя два года. Выпущено 1380 экземпляров.

## Статистика
Всего было произведено свыше 15 тысяч Oskar’ов и Velorex’ов:
Oskar 54 , Velorex Oskar, Velorex 16/250 — 2500 шт.,
Velorex 16/175 — 800 шт.,
Velorex 16/350 — 12000 шт.,
Velorex 435-0 — 1380 шт.
Почти половина произведенных Velorex’ов (7540 шт.!) была экспортирована в «дружеские социалистические страны»: Болгарию, Венгрию, ГДР, Польшу.
В ЧССР реализация Velorex’ов в основном осуществлялась инвалидам через организации социальной опеки. В зависимости от степени и вида инвалидности человек либо получал машину бесплатно, либо покупал её по льготной программе. После четырёх лет эксплуатации инвалид имел право получить новый Velorex. Некоторое количество Velorex’ов распределялось предприятиям и организациям как служебные средства передвижения. Для этих целей было произведено небольшое количество трехколёсных же «грузовичков-пикапов» с небольшой грузовой платформой над двигателем и задним колесом. Velorex был «служебной лошадью» сельских агрономов, врачей и зоотехников.
Невероятная выносливость, простота в обслуживании и ремонтопригодность Velorex’ов сделали их настоящей легендой. На сегодняшний день (по подсчетам клубов), практически половина произведенных Velorex’ов находятся «в строю», в заботливых руках фанатов-любителей. Наибольшее количество клубов, расположено на «родине» Velorex’а, в Чехии. Есть клубы в Словакии, Венгрии, даже в далекой Голландии. На территории бывшего СССР известен один Velorex, модели 16/350, в Латвии.
Ежегодно проходит несколькo слётов Velorex-фанов: в Boskovice, Lipnice, Bukovany, Krušnohorský — в Чехии, а также в Венгрии. Иногда на слёты, полюбоваться своим детищем — Oskar-Velorex — к вящей радости участников, приезжал Моймир Странский (умер 13.06.2011).
За более чем полвека Velorex «оброс» легендами и вымыслами, наиболее популярной является легенда, связанная с «праворульным» исполнением Velorex’а. Зная о том, что значительная часть «трехколёсок» экспортировалось, становится понятным, что миф об экспорте в Англию был весьма закономерным. На самом деле все гораздо проще и куда как менее романтично… дело в том, что инвалиды без правой руки (или с её ограниченными функциями) просто физически не могли справиться с рычагами управления (стартер, рычаг переключения передач, «ручной» тормоз), расположенными справа. Соответственно при переносе места водителя (и руля, соответственно) направо все проблемы управления решались автоматически, так как рычаги оказывались «под» левой рукой.
Другая не менее интересная история — якобы Velorex одинаково быстро едет вперед и назад — вовсе не является вымыслом. Дело в том, что для включения «заднего хода» нужно остановить двигатель, а затем «запустить» его в другую сторону. Соответственно, получаются те же 4 передачи, но на «заднем ходу»!

## Технические данные
Технические данные самой распространённой модели — Velorex 16/350:
- размеры: длина — 3100 мм, ширина — 1400 мм, высота — 1240 мм;
- снаряженная масса — 310 кг, полезная нагрузка — 190 кг, полная масса — 500 кг;
- максимальная скорость — 85 км/ч, крейсерская скорость — 60 км/ч;
- двигатель: двухтактный, двухцилиндровый, бензиновый, воздушного охлаждения, тип — Jawa 350—572;
- тормоза: барабанные, с механическим приводом, привод стояночного тормоза на передние колёса;
- колёса: передние — 3.25×16, заднее — 3.50×16.